# Pierre de Polignac
Principe Pierre di Polignac, duca di Valentinois (Hennebont, 24 ottobre 1895 – Parigi, 10 novembre 1964), era il padre di Ranieri III di Monaco, e quindi il nonno paterno di Alberto II di Monaco. È stato un promotore di arte, musica e letteratura a Monaco e ha lavorato come capo della delegazione del paese alle Nazioni Unite per l'Educazione, la Scienza e la Cultura (UNESCO) e al Comitato Olimpico Internazionale.

## Biografia

### Infanzia
Nacque a Château de Kerscamp, Hennebont, Morbihan, Francia, come conte Pierre Marie Xavier Raphaël Antoine Melchior de Polignac, era il quarto figlio maschio e figlio minore del conte Maxence Melchior Édouard Marie Louis de Polignac (Château de Kerscamp 13 dicembre 1857 - Château de Kerscamp 28 novembre 1936) e della moglie messicana Susana Mariana Estefanía Francisca de Paula del Corazón de Jesús de la Torre y Mier (Messico, 2 settembre 1858 - Talence, Francia 15 agosto 1913). Sua madre, nota come Suzanne, era un membro della nobiltà messicana.
I suoi sette fratelli furono:
- Joséphine de Polignac (1882–1976), sposò Amaury de Jacquelot, conte du Boisrouvray, ed ufficiale di cavalleria;[5]
- Marie Louise de Polignac (1884–1944), sposò il generale Eon Le Gouvello du Timat;
- Raymonde de Polignac (nata nel 1885);
- Conte Xavier de Polignac (1886–1961), sposò in prime nozze, sua cugina di primo grado María de la Torre y Formento ed in seconde May Goowen;
- Anne de Polignac (1889–1970), diventò sorella Marie de St. Louis Bertrand del convento delle ausiliatrici delle anime del Purgatorio a New York;[4]
- Conte Maxence de Polignac (1892–1963), sposò Laura de la Torre y Formento, sua cugina di primo grado;[6]
- Conte Bertrand de Polignac (1893–1910).

### Matrimonio
Sposò civilmente il 19 marzo e religiosamente il 20 marzo 1920 a Monaco, la Principessa Charlotte di Monaco (nata Charlotte Louise Juliette Louvet), la figlia illegittima ma adottiva di Luigi II di Monaco e Marie-Juliette Louvet. Pierre de Polignac, membro di un ramo cadetto di una delle più rinomate famiglie ducali di Francia (nobile almeno dal XII secolo, duca nel 1780, pari nel 1817) ed un discendente della favorita di Maria Antonietta, Yolande de Polastron, duchessa de Polignac), cambiò il suo cognome e stemma con quello dei Grimaldi con ordinanza monegasca emessa il 18 marzo 1920, il giorno prima del suo matrimonio. Era diventato un soggetto del Principe Sovrano di Monaco, anche da ordinanza monegasca, del 29 febbraio 1920. Dalla data del matrimonio religioso la corte di Monaco si riferiva a lui, jure uxoris, come Duca di Valentinois. Quel titolo era stato conferito a sua moglie erede presuntiva il 20 maggio 1919. Il suo cognome e stemma furono modificati da ordinanza monegasca poco dopo divenne cittadino monegasco (per assicurare che la sua prole dinastica avrebbe portato il cognome Grimaldi in conformità con l'articolo I di Monaco della legge di successione dinastica), Pierre rimase in successione al titolo francese di duca Polignac, come fanno i suoi legittimi discendenti in linea maschile.

### Morte
Il principe Pierre di Monaco morì il 10 novembre 1964, di cancro, all'ospedale americano a Neuilly-sur-Seine, Parigi, Francia.

## Discendenza
Il principe Pierre e sua moglie Charlotte ebbero due figli:
- Principessa Antonietta di Monaco (1920–2011);
- Ranieri III di Monaco (1923–2005).

## Descrizione
La rivista Life nel 1947 descrisse il principe Pierre come «un galante esile e grazioso che indossa il suo cappotto sulle sue spalle. I suoi modi sono squisiti; la sua voce così coltivata da essere praticamente impercettibile».

## Ascendenza
|                                          |                               |                                          | Genitori                                           |  |  | Nonni |  |  | Bisnonni                                |  |  | Trisnonni                 |  |
|                                          |                               |                                          |                                                    |  |  |       |  |  | Conte Camile Henri Melchior de Polignac |  |  | Jules, I duca di Polignac |  |
|                                          |                               |                                          |                                                    |  |  |       |  |  | Conte Camile Henri Melchior de Polignac |  |  | Jules, I duca di Polignac |  |
|                                          |                               | Yolande Martine de Polastron             |                                                    |  |  |       |  |  | Conte Camile Henri Melchior de Polignac |  |  |                           |  |
| Conte Charles Marie Thomas de Polignac   |                               |                                          |                                                    |  |  |       |  |  | Conte Camile Henri Melchior de Polignac |  |  |                           |  |
|                                          |                               | Charlotte Calixte Le Vassor de la Touche | Louis Charles Le Vassor de La Touche de Beauregard |  |  |       |  |  |                                         |  |  |                           |  |
|                                          |                               | Charlotte Calixte Le Vassor de la Touche | Louis Charles Le Vassor de La Touche de Beauregard |  |  |       |  |  |                                         |  |  |                           |  |
|                                          |                               | Charlotte Calixte Le Vassor de la Touche | Marie Catherine Pocquet de Puilhery                |  |  |       |  |  |                                         |  |  |                           |  |
| Conte Maxence Melchior de Polignac       |                               | Charlotte Calixte Le Vassor de la Touche |                                                    |  |  |       |  |  |                                         |  |  |                           |  |
|                                          |                               | Joseph Le Normand de Morando             | Simon Emmanuel Julien Le Normand                   |  |  |       |  |  |                                         |  |  |                           |  |
|                                          |                               | Joseph Le Normand de Morando             | Simon Emmanuel Julien Le Normand                   |  |  |       |  |  |                                         |  |  |                           |  |
|                                          |                               | Joseph Le Normand de Morando             | Joséphine de Morando                               |  |  |       |  |  |                                         |  |  |                           |  |
| Caroline Joséphine Le Normand de Morando |                               | Joseph Le Normand de Morando             |                                                    |  |  |       |  |  |                                         |  |  |                           |  |
|                                          |                               | Anne Marie Papin de Thevigné             | Jean Baptiste Papin de Thevigné                    |  |  |       |  |  |                                         |  |  |                           |  |
|                                          |                               | Anne Marie Papin de Thevigné             | Jean Baptiste Papin de Thevigné                    |  |  |       |  |  |                                         |  |  |                           |  |
|                                          |                               | Anne Marie Papin de Thevigné             | Anne Madeleine Gruet                               |  |  |       |  |  |                                         |  |  |                           |  |
| Conte Pierre de Polignac                 |                               | Anne Marie Papin de Thevigné             |                                                    |  |  |       |  |  |                                         |  |  |                           |  |
|                                          | Isidoro Francisco de la Torre | …                                        |                                                    |  |  |       |  |  |                                         |  |  |                           |  |
|                                          | Isidoro Francisco de la Torre | …                                        |                                                    |  |  |       |  |  |                                         |  |  |                           |  |
|                                          | Isidoro Francisco de la Torre | …                                        |                                                    |  |  |       |  |  |                                         |  |  |                           |  |
| Isidoro Fernando de la Torre y Carsí     | Isidoro Francisco de la Torre |                                          |                                                    |  |  |       |  |  |                                         |  |  |                           |  |
|                                          |                               | Teresa Carsí                             | …                                                  |  |  |       |  |  |                                         |  |  |                           |  |
|                                          |                               | Teresa Carsí                             | …                                                  |  |  |       |  |  |                                         |  |  |                           |  |
|                                          |                               | Teresa Carsí                             | …                                                  |  |  |       |  |  |                                         |  |  |                           |  |
| Susana Mariana de la Torre y Mier        |                               | Teresa Carsí                             |                                                    |  |  |       |  |  |                                         |  |  |                           |  |
|                                          |                               | Gregorio de Mier y Terán                 | Antonio de Mier de Terán y Mier de Terán           |  |  |       |  |  |                                         |  |  |                           |  |
|                                          |                               | Gregorio de Mier y Terán                 | Antonio de Mier de Terán y Mier de Terán           |  |  |       |  |  |                                         |  |  |                           |  |
|                                          |                               | Gregorio de Mier y Terán                 | María Antonia Alonso de Terán                      |  |  |       |  |  |                                         |  |  |                           |  |
| María Luisa de Mier y Celis              |                               | Gregorio de Mier y Terán                 |                                                    |  |  |       |  |  |                                         |  |  |                           |  |
|                                          |                               | Mariana de Celis y Dosal                 | Mateo de Celis y Mier                              |  |  |       |  |  |                                         |  |  |                           |  |
|                                          |                               | Mariana de Celis y Dosal                 | Mateo de Celis y Mier                              |  |  |       |  |  |                                         |  |  |                           |  |
|                                          |                               | Mariana de Celis y Dosal                 | Evarista Dosal y Santa Cruz                        |  |  |       |  |  |                                         |  |  |                           |  |
|                                          |                               | Mariana de Celis y Dosal                 |                                                    |  |  |       |  |  |                                         |  |  |                           |  |